# Zhanjiang
Zhanjiang (chiń. 湛江; pinyin Zhànjiāng) – miasto o statusie prefektury miejskiej w południowych Chinach, w prowincji Guangdong, port przeładunkowy nad Morzem Południowochińskim. W 2010 roku liczba mieszkańców miasta wynosiła 729 140. Prefektura miejska w 1999 roku liczyła 6 571 367 mieszkańców. W mieście znajduje się baza marynarki wojennej i stacja łączności satelitarnej. Ośrodek przemysłu chemicznego, spożywczego, stoczniowego, maszynowego, samochodowego, włókienniczego i elektronicznego; w Zhanjiang hoduje się perłopławy. Siedziba rzymskokatolickiej diecezji Beihai.
W latach 1898–1946 część francuskiej koncesji Guangzhouwan, znany był wówczas również pod francuską nazwą Fort Bayard.

## Miasta partnerskie
- Sierpuchow, Rosja
- Marikina, Filipiny
- Cairns, Australia